# Andy Ton
Andreas «Andy» Ton (* 21. September 1962) ist ein ehemaliger italo-schweizerischer Eishockeyspieler, der während seiner Karriere mit dem HC Lugano viermal den Schweizer Meistertitel gewann.

## Karriere

### Vereine
Ton startete seine Karriere im Nachwuchs des EHC Uzwil, für den er bald auf erste Einsätze im Fanionteam in der 1. Liga kam. In der Saison 1982/83 wurde er Liga-Topskorer, worauf er vom EHC Kloten aus der Nationalliga A verpflichtet wurde. Nach nur einer Saison wechselte er zum EHC Chur, wo er sich jedoch ebenfalls nicht durchsetzen konnte und darum zur Saison 1985/86 zum HC Lugano wechselte. Dort entwickelte er sich zur Galionsfigur des Clubs und war massgebend am Aufschwung des Grande Lugano in den Achtzigern beteiligt. Zwischen 1986 und 1990 gewann er mit dem Verein viermal den Schweizer Meistertitel. Seinen Spitznamen Mister Playoff holte er sich aufgrund seiner vielen Tore während der Playoffs, mit denen er seinen Anteil zur Meisterschaftsserie Luganos beitrug. Zur Saison 1992/93 wechselte er zum Ligakonkurrenten Zürcher SC. Dort blieb er zwei Spielzeiten, wovon er eine als Assistenzcaptain spielte, ehe er wieder zum HC Lugano wechselte. Bei Lugano spielte er noch vier weitere Saisons, 1998 trat er vom aktiven Eishockeysport zurück. Die eindrückliche Bilanz: 532 Punkte in 579 NLA-Einsätzen. Nach seiner Karriere spielte Ton für verschiedene unterklassige Teams.

### Nationalmannschaft
Sein erstes Spiel für die Schweizer Nationalmannschaft bestritt Ton 1988, kurz nach seiner Einbürgerung, am Nissan Cup in Bern. Finnland hiess der Gegner, gespickt mit Stars wie den finnischen Verteidigern Kari Eloranta oder Reijo Ruotsalainen. Ton brauchte gerade einmal 17 Sekunden, um seinen ersten Treffer im Dress der Eisgenossen zu markieren. Neben sechs Teilnahmen an Weltmeisterschaften stand Ton an der Olympiade von 1992 in Albertville im Einsatz. Die Highlights seiner Karriere waren die Siege gegen die Eishockey-Grossmächte Kanada, Tschechoslowakei, Schweden und GUS. Doch Ton hatte auch Tiefpunkte zu verzeichnen: das Olympia-Debakel an den Olympischen Spielen, als sich die Schweiz nur auf dem zehnten Platz platzierte, oder die Weltmeisterschaften 1993 in München sowie 1995 in Stockholm, als man nach einem enttäuschenden Turnier jeweils den Gang in die B-Gruppe antreten musste.

## Erfolge und Auszeichnungen
- 1986 Schweizer Meister mit dem HC Lugano
- 1987 Schweizer Meister mit dem HC Lugano
- 1988 Schweizer Meister mit dem HC Lugano
- 1990 Schweizer Meister mit dem HC Lugano

## Karrierestatistik

### Nationalmannschaft
Vertrat die Schweiz bei:
| - B-Weltmeisterschaft 1989 - B-Weltmeisterschaft 1990 - Weltmeisterschaft 1991 - Olympische Winterspiele 1992 | - Weltmeisterschaft 1992 - Weltmeisterschaft 1993 - Weltmeisterschaft 1995 |

(Legende zur Spielerstatistik: Sp oder GP = absolvierte Spiele; T oder G = erzielte Tore; V oder A = erzielte Assists; Pkt oder Pts = erzielte Scorerpunkte; SM oder PIM = erhaltene Strafminuten; +/− = Plus/Minus-Bilanz; PP = erzielte Überzahltore; SH = erzielte Unterzahltore; GW = erzielte Siegtore; 1 Play-downs/Relegation; Kursiv: Statistik nicht vollständig)